# Louis-Paul Motaze
Pour l’article ayant un titre homophone, voir Mottaz.
Louis-Paul Motaze, né le 31 janvier 1959 à Bengbis, est un homme politique camerounais.
Ministre des Finances depuis le 2 mars 2018, il est auparavant ministre de l’Économie, de la Planification et de l'Aménagement du territoire (MINEPAT) de 2007 à 2011 puis de 2015 à 2018. Mais, entre les deux passages comme MINEPAT, il a été Secrétaire Général des Services du Premier Ministre de 2011 à  2015.

## Biographie

### Jeunesse
Louis-Paul Motaze est né à Bengbis, dans le territoire des Dja, dans la région du Sud du Cameroun. Il est le fils d’Arnold Motaze et Mary Monengono.
Après ses études secondaires à Sangmélima où il obtient le bac à l’âge de 17 ans, il étudie à l'Université de Yaoundé et obtient une licence en droit en 1981 avec mention bien. Deux ans plus tard, il obtient son diplôme d’administrateur civil à l'École nationale d'administration et de magistrature (ENAM). Il part ensuite pour la France où il obtient un DEA (Diplôme d’Études Approfondies) en droit public. En 1985, il obtient un DESS en transport international en France (Le Havre).

### Carrière

#### Camair 1989-1999
Il débute à la représentation de la Cameroon Shipping Lines (CAMSHIP) où il a travaillé pendant cinq ans de 1984 à 1989 avant de devenir Directeur Commercial. Il devient ainsi professionnel du secteur des Transports et revient au pays en intégrant en 1989 la Camair, la compagnie aérienne d’État camerounais où il a fait ses preuves aux différents postes occupés. Directeur commercial de 1989 à 1993, il passe à la tête de la Direction de l'audit et de contrôle de gestion de 1993 à 1998 avant d’accéder au poste de conseiller technique à la Direction générale de 1998 à 1999.

#### CNPS 1999-2007
Après 10 ans de travail à la Camair, il est nommé à la tête de la CNPS (Caisse Nationale de Prévoyance Sociale) en septembre 1999. Il apporte toute son expérience acquise pendant 15 ans et relève la Caisse qui était dans une crise structurelle grave, plombée par des arriérés de pensions dus aux retraités. Il réorganise le recouvrement, crée des guichets périodiques de paiement pour servir les pensionnés ruraux, assainit la situation des formations sanitaires et de ses écoles. Il solde les arriérés, réorganise l’entreprise, améliore sa trésorerie, et humanise l’accueil et la prise en charge des prestataires, notamment des vieillards.
Il y laisse en chantier le projet de réforme de la sécurité sociale, et livre son analyse des perspectives africaines de la sécurité sociale dans un ouvrage paru en 2008 : L’Afrique et le défi de l’extension de la sécurité sociale : l'exemple du Cameroun.

### Carrière ministérielle

#### MINEPAT 2007-2011
En septembre 2007, il est nommé Ministre de l’Économie de la Planification et de l’Aménagement du Territoire.
Il s’est lancé dans la recherche de financements innovants pour diversifier les ressources de l’État afin d’accroître le financement des projets issus de la Stratégie de la Croissance et de l’Emploi (DSCE). Un dossier qu’il a piloté jusqu’à sa nomination à la tête du Secrétariat Général de la Primature, et qui a connu son épilogue en novembre 2012 avec le lancement par le Ministre de l’économie, Emmanuel Nganou Djoumessi, du réseau social consacré à la mobilisation des fonds non générateurs d’endettement pour le financement des projets de développement.
C'est également lui, au poste de ministre de l’Économie, du Plan et de l’Aménagement du territoire, qui a signé avec Herakles Farms le 17 septembre 2009 des accords que tente aujourd'hui d'annuler le gouvernement camerounais. Ces accords, dénoncés comme scandaleux par Greenpeace, laissent à l'entreprise américaine 70 000 hectares pour un dollar par an pendant 99 ans pour créer une palmeraie et disposer des ressources des terres.
Il a négocié plusieurs accords de financement avec les bailleurs internationaux, et organisé la faisabilité de grands projets comme le deuxième pont sur le Wouri, le port de Kribi, le Barrage de Lom-Pangar, et de Memve'ele, etc.

#### Services du Premier ministre  2011-2015
En décembre 2011, il est nommé Secrétaire Général des Services du premier ministre avec rang de Ministre. Il est le Président du Comité de Pilotage de plusieurs projets puisqu'il est chargé en tant que SG/PM, de la coordination des Grandes réalisations de l’État du Cameroun, et le pilotage de nombre d’entre elles (Port autonome en eau profonde de Kribi, Barrage de Lom-Pangar et de Memve'ele, Projets de fer de Mbalam et de bauxite de Ngaoundal). Ce rôle de coordonnateur des actions du gouvernement aux côtés du Premier Ministre lui confère une sphère d’influence plus large.

#### MINEPAT
Le 2 octobre 2015, il est de nouveau nommé Ministre de l’Économie, de la Planification et de l'Aménagement du territoire (MINEPAT) dans le Troisième gouvernement Philémon Yang.
MINFI
Le 2 mars 2018, il est de nouveau nommé Ministre des Finances (MINFI) dans le Troisième gouvernement Philémon Yang. Avec cette nomination, il est considéré comme le « Grand argentier » du pays.

## Décorations
- Chevalier de l'ordre de la Valeur
- Officier de l'ordre de la Valeur